# Nicolas Alnoudji
Nicolas Alnoudji est un footballeur camerounais, né le 9 décembre 1979 à Garoua (Cameroun). Ce défenseur ou milieu défensif a fait partie de l'équipe nationale du Cameroun, championne olympique à Sydney en 2000. 

## Biographie
Le 4 août 2022, il est nommé au poste de Team Manager de l'équipe du Cameroun des moins de 17 ans de football par la FECAFOOT.

## Carrière
- 1999-2000 : Cotonsport Garoua  Cameroun
- 2000 : Tonnerre Yaoundé  Cameroun
- 2000-2002 : Rizespor  Turquie
- 2002 : Paris SG  France
- 2002-2003 : SC Bastia  France (en prêt)
- 2003-Janvier 2004 : CS Sedan-Ardennes  France
- Janvier 2004-Mars 2004 : Al-Sailiya  Qatar
- Mars 2004-Août 2004 : Al Ayn Club  Émirats arabes unis
- Août 2004-2005 : RAEC Mons  Belgique
- 2005-Janvier 2007 : SC Olhanense  Portugal
- Janvier 2007-2008 : US Créteil-Lusitanos  France
- Août 2008 : CS Pandurii Lignitul Târgu Jiu  Roumanie
- Mars 2009-Août 2009 : JS St Pierroise  La Réunion
- Août 2009-2011 : Cotonsport Garoua  Cameroun[3]

## Palmarès
- International camerounais depuis 1998
- Champion olympique en 2000
- Champion d'Afrique des Nations en 2002